# Rally Bulgaria
Rally Bulgaria var en deltävling i rally-VM med bas i Borovets i regionen Kjustendil.
Rallyt kördes för första gången 1970 under namnet Zlatni Piassatzi. 1997 bytte tävlingen namn till Rally Albena, för att 2001 byta namn igen till Rally Bulgaria.
Rally Bulgaria var bara med i rally-VM en gång, 2010. Tävlingen godkändes i september 2009 för en plats på VM-kalendern året därpå.

## Vinnare av Rally Bulgaria
| År   | Vinnare                     | Bil                                           |
| ---- | --------------------------- | --------------------------------------------- |
| 2010 | Sébastien Loeb Daniel Elena | Citroën C4 WRC Citroën Total World Rally Team |